# Ludwig Lichtheim
Ludwig Lichtheim (Breslavia, 7 dicembre 1845 – Berna, 13 gennaio 1928) è stato un neurologo e medico tedesco.

## Biografia
Studiò presso il gymnasium di Breslavia, e studiò medicina presso le università di Berlino, Zurigo, e Breslavia, diplomandosi nel 1868. Dal 1869-1872 fu assistente dell'ospedale medico di Breslavia sotto la guida di Hermann Lebert; 1872-1873 nell'ospedale chirurgico a Halle sotto la guida di Richard von Volkmann; e 1873-1877 di nuovo a Breslavia nel policlinico medico, sotto Lebert e Michael Anton Biermer.
Fu privat-docent presso l'Università di Breslavia nel 1876, e assistente professore presso l'Università di Jena nel 1877, e fu chiamato nel 1888 all'Università di Königsberg come professore di medicina, l'ultima sua posizione come professore. Nel 1891, con Adolph Strümpell, Wilhelm Heinrich Erb e Friedrich Schultze (1848-1934), fondò la rivista "Zeitschrift für Deutsche Nervenheilkunde".
Era un esperto di afasia e fece un'elaborazione del linguaggio del cervello. Inoltre, sviluppò un modello per il funzionamento del cervello (umano), il cosiddetto Lichtheim-Modell.

## Eponimo associato
- "Il segno di Lichtheim": Un fenomeno che si presenta nella corteccia cerebrale nell'afasia motoria. Il paziente può indicare attraverso l'uso delle sue dita il numero di sillabe di una parola che ha in mente, ma è incapace di parlare.[3][4]

## Pubblicazioni
- "Ueber Behandlung Pleuritischer Exsudate," in "Sammlung Klinischer Vorträge," 1872; (con Julius Friedrich Cohnheim)
- "Ueber Hydrämie und Hydrämisches Oedem," in Virchow's "Archiv," lxix.;
- "Ueber Periodische Haemoglobinurie," in "Sammlung Klinischer Vorträge," 1878;
- "Die Antipyretische Wirkung des Phenols," in "Breslauer Aerztliche Zeitschrift," 1881;
- "Ueber Tuberkulose," in "Rapport des Kongresses für Innere Medizin," 1883;
- "Die Chronischen Herzmuskelerkrankungen und Ihre Behandlung," ib. 1888;
- "Zur Diagnose der Meningitis," in "Berliner Klinische Wochenschrift," 1895.
- "Die Störungen des Lungenkreislaufs, und Ihr Einfluss auf den Blutdruck" (Berlin, 1876).